# 紀事本末体
紀事本末体（きじほんまつたい）は、紀伝体・編年体と並ぶ中国の歴史書の書式の一つ。重要な歴史的事件を選んで項目を立て、それぞれの事件の経緯を、時系列に沿って叙述するという形式である。
南宋の歴史家袁枢は『資治通鑑』を愛読していた。しかし編年体で著された『資治通鑑』は歴史事件の読書に難点があった。この難点を補助するため、袁枢は『資治通鑑』の記事を並べ直し、事件ごとに項目を立てた『通鑑紀事本末』を完成させた（1174年。翌年出版）。これが紀事本末体の始まりである。
その後、章沖は『春秋左氏伝事類始末』を著したが、その手法は袁枢の『通鑑紀事本末』に類似するものであった。明代になると陳邦瞻の『宋史紀事本末』『元史紀事本末』、張鑑の『西夏紀事本末』などが生まれ、清代には高士奇の『左伝紀事本末』、李有棠の『遼史紀事本末』『金史紀事本末』、谷応泰の『明史紀事本末』などが著された。
また清代の魏源の『聖武記』、王闓運の『湘軍志』、王定安の『湘軍記』も紀事本末体の歴史書と見なす場合がある（梁啓超『中国近三百年学術史』）。その他、王韜は普仏戦争を題材に『普法戦紀』を著し、郭孝成は1912年に『中国革命紀事本末』を編纂した。
章学誠は紀事本末体を評価して「文は紀伝体より簡便で、事柄は編年体よりはっきりしている」と述べている。梁啓超は「紀伝体は人を主とし、編年体は年を主としているのに対し、紀事本末体は事を主としている。歴史の原因と結果を知るには事を主としなければならない」と評した。